# کاستیگالئو
کاستیگالئو (به اسپانیایی: Castigaleu) یک دهستان در اسپانیا است که در استان اوئسکا واقع شده‌است. کاستیگالئو ۲۶ کیلومتر مربع مساحت و ۱۱۵ نفر جمعیت دارد.